# Trichiasis
Trichiasis (altgriechisch τριχίασις, „Haarkrankheit“, von τριχίας trichias ‚Haariger‘ zu θρίξ thrix ‚Haar‘) ist schon bei Galen der medizinische Fachausdruck für ein Wimpernscheuern, das Reiben von Wimpern auf der Hornhaut oder der Bindehaut des Auges. Ursache kann ein fehlgerichtetes Wachstum einzelner Wimpern oder einer ganzen Wimpernreihe sein, wie bei der Distichiasis, aber auch eine Einwärtswendung des Lids. Dabei kann das vermehrte Zukneifen des Auges als Reaktion auf den Reiz die Einwärtswendung im Sinne eines circulus vitiosus weiter verstärken. 
Zu den Symptomen gehören Fremdkörpergefühl, Rötung, Jucken und Stechen sowie Entzündungen der Bindehaut. Es kann aber bei chronischem Verlauf auch zu Geschwüren der Hornhaut mit nachfolgender Vernarbung und Sehschärfenverlust kommen.
Eine Therapie dieser gelegentlich auch mit Trichosis bezeichneten „Haarkrankheit“ (mittels Ausziehen der falsch stehenden Wimpern und nachfolgender Bestreichung mit Blut, etwa Eidechsen- oder Fledermausblut) ist bereits im Papyrus Ebers um 1550 v. Chr. und im Corpus  Hippocraticum belegt. Die heutige Behandlung richtet sich nach der Ursache und dem Schweregrad. Eine Entfernung der Wimpern kann zunächst durch vorsichtiges Auszupfen, bei wiederholter Trichiasis auch durch Elektroepilation mit Verödung der Haarbälge erfolgen. Ein Auswärtswenden des Lids wird je nach Ausmaß durch Pflasterzug, Zügelnaht (die sogenannte Schöpfer-Naht) oder plastischen Umbau des Lids erreicht.
Weitere Therapieoption stellen die Verödung der Zilienwurzeln mit einer Elektrolysenadel und die Kryoepilation dar.